# Tempestade tropical Josephine (2008)
A tempestade tropical Josephine foi o décimo ciclone tropical dotado da temporada de furacões no Atlântico de 2008. Josephine formou-se a partir de uma forte onda tropical que deixou a costa ocidental da África em 31 de agosto. A onda ficou rapidamente mais organizada e se tornou uma depressão tropical a cerca de 270 km a sul-sudeste das ilhas de Cabo Verde em 2 de setembro. A depressão se fortaleceu rapidamente e se tornou a tempestade tropical Josephine ainda naquele dia. A partir de então, Josephine seguiu para oeste-noroeste e alcançou seu pico de intensidade em 3 de setembro, com ventos máximos sustentados de 100 km/h, e uma pressão central mínima de 994 mbar. No entanto, intenso cisalhamento do vento e ar seco causaram o enfraquecimento da tempestade. Em 6 de setembro, a combinação do cisalhamento do vento, do ar seco e das águas mais frias levaram Josephine a se enfraquecer para uma depressão tropical. O sistema deteriorou-se numa área de baixa pressão remanescente depois que todas as área de convecção associadas ao sistema se dissiparam. A área de baixa pressão remanescente de Josephine dissipou-se totalmente a leste das Pequenas Antilhas em 10 de setembro. No entanto, a umidade remanescente causou chuvas fortes em St. Croix, Ilhas Virgens Americanas, levando à ocorrência de enchentes localizadas.

## História meteorológica

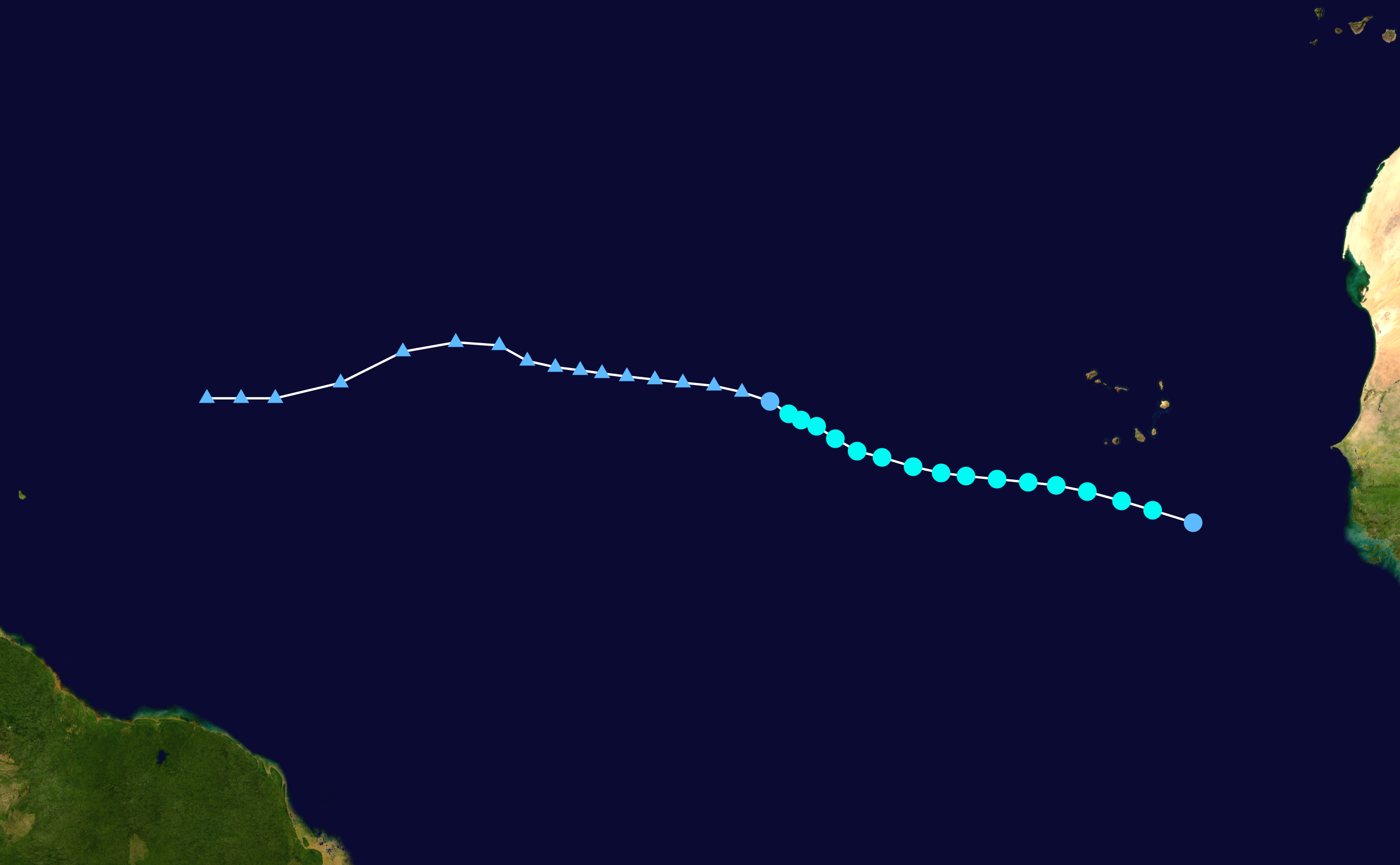
O caminho de Josephine

Josephine formou-se a partir de uma onda tropical que deixou a costa ocidental da África perto do fim de agosto de 2008. A onda seguiu para oeste, e, quando estava passando ao sudeste das ilhas do Cabo Verde, o sistema começou a mostrar sinais de organização. Em 2 de setembro, o sistema, que estava localizado a sul-sudeste de Cabo Verde, já estava suficientemente organizado para ser declarado como uma depressão tropical pelo Centro Nacional de Furacões dos Estados Unidos. Assim que a depressão se fortalecia, uma estrutura semelhante a um olho se formou nos níveis altos do sistema. Seis horas após ter se tornando uma depressão tropical, o sistema se fortaleceu para a tempestade tropical Josephine. A tempestade estava numa área com condições meteorológicas excelentes para a sua intensificação, mas era previsto que Josephine iria se fortalecer apenas de modo gradativo.
A tendência de intensificação continuou durante aquela tarde (UTC); com o passar do tempo, a tempestade estava ficando mais simétrica. No entanto, devido à localização da tempestade, não houve meios de se obter dados da velocidade do vento de forma completa, e o Centro Nacional de Furacões estava incerto quanto à real intensidade de Josephine. Apesar da praticamente ausência de cisalhamento do vento em volta da tempestade, o centro de Josephine ficou ligeiramente mais exposto das áreas de convecção e a tendência de intensificação cessou. A tempestade, que seguia para oeste-noroeste sob a influência de uma alta subtropical ao seu noroeste, estava seguindo para uma região onde estava previsto forte cisalhamento do vento provocado por uma área de baixa pressão de altos níveis. Apesar do centro ciclônico de baixos níveis ter ficado mais exposto das áreas de convecção, Josephine conseguiu se fortalecer ligeiramente durante as primeiras horas (UTC) de 3 de setembro, assim que a atividade de temporais ficou mais intensa a sul da tempestade. Com a maior organização do sistema, o centro da tempestade ficou mais bem definido.

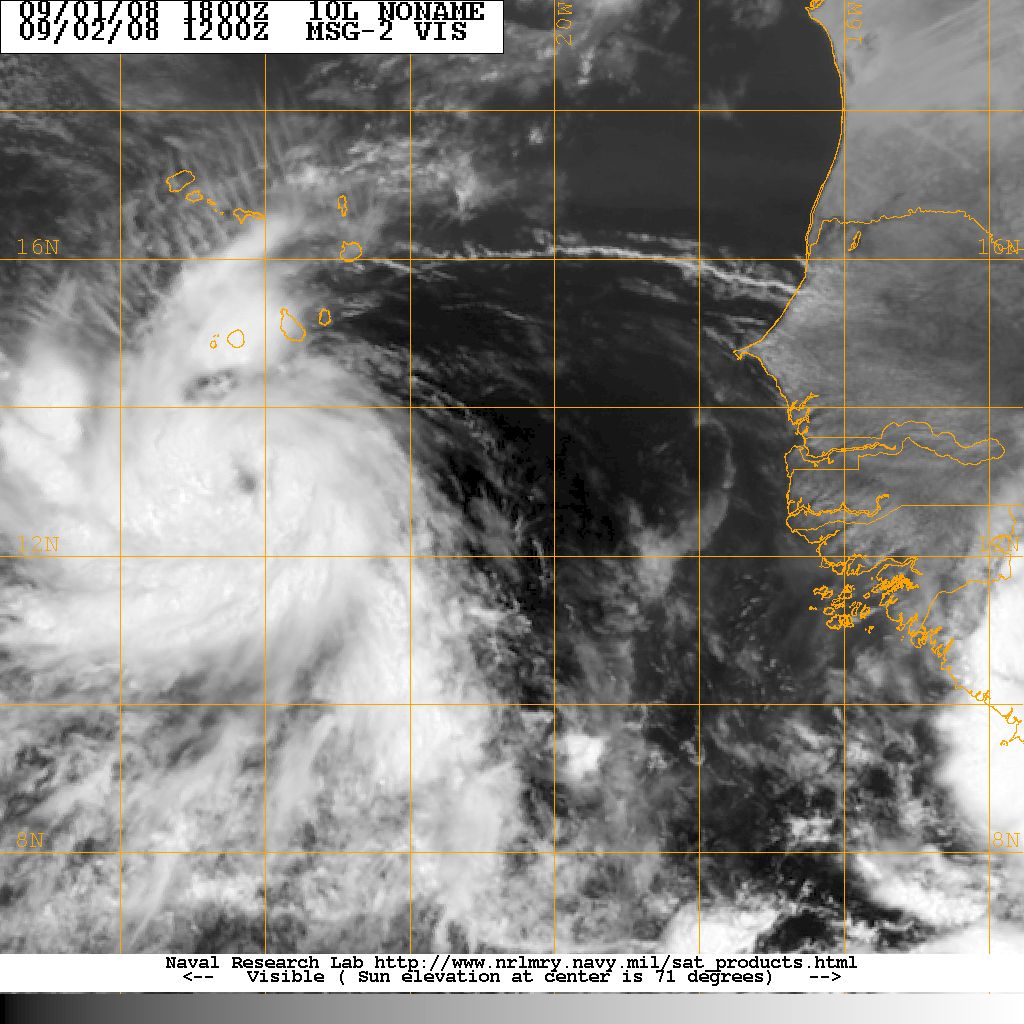
A tempestade tropical Josephine exibindo uma estrutura semelhante a um olho em 2 de setembro

Josephine alcançou seu pico de intensidade por volta das 14:00 (UTC) de 3 de setembro, com ventos máximos sustentados de 100 km/h, e com uma pressão central mínima de 994 mbar. No entanto, a partir de então, Josephine começou a mostrar sinais de enfraquecimento. Seus fluxos de saída de altos níveis começou a ficar mais restrito, e arcos de nuvens cirrus começaram a emanar do sistema, indicando a intrusão de ar mais seco. mais tarde naquele dia, a estrutura interna de Josephine começou a se deteriorar rapidamente assim que os efeitos do cisalhamento do vento e do ar seco começaram a ficar mais intensos. Durante aquela noite, o centro de Josephine estava praticamente exposto das áreas de convecção, que estavam confinadas no quadrante norte-nordeste da circulação ciclônica devido ao forte cisalhamento do vento.
Mesmo com a ação do forte cisalhamento do vento, novas áreas de convecção profunda se formaram em associação à tempestade, levando a reformação do centro ciclônico para o interior das mesmas. Com isso, Josephine parou de se enfraquecer e foi previsto que a tempestade manteria estável a sua intensidade, já que era previsto a ligeira diminuição do cisalhamento do vento. No entanto, mais tarde naquele dia, as áreas de convecção associadas à tempestade começaram a se enfraquecer novamente, levando a uma novo enfraquecimento de Josephine. Naquela tarde, Josephine já não apresentava mais áreas de convecção associadas, apenas um pequeno montante de nuvens baixas. Durante aquela noite e durante a madrugada de 5 de setembro, novas áreas de convecção se formaram em associação à tempestade, mas permanecendo confinadas no quadrante norte da circulação ciclônica devido ao forte cisalhamento do vento. Com isso, mais tarde naquele dia, Josephine começou a se intensificar ligeiramente. No entanto, a sua tendência de intensificação foi novamente de curta duração; Josephine começou a se enfraquecer novamente assim que o cisalhamento do vento aumentou.
A tendência de enfraquecimento de Josephine continuou durante toda aquela tarde. A tempestade não apresentava, novamente, áreas de convecção profunda associadas e, por volta das 15:00 (UTC), Josephine era apenas uma tempestade tropical mínima. Com a contínua tendência de enfraquecimento, Josephine se enfraqueceu para uma depressão tropical durante a madrugada (UTC) de 6 de setembro. Josephine não foi capaz de formar novas áreas de convecção devido ao forte cisalhamento do vento e à intrusão de ar seco, e, com isso, se degenerou para uma área de baixa pressão remanescente durante a manhã de 6 de setembro.
No entanto, a área de baixa pressão remanescente de Josephine continuou ativa nos dias seguintes. Em 7 de setembro, novas áreas de convecção se formaram em associação ao sistema. No entanto, no dia seguinte, o cisalhamento do vento voltou a aumentar, desfazendo qualquer tentativa de Josephine se regenerar. Finalmente, em 9 de setembro, a área de baixa pressão remanescente de Josephine se degenerou para um cavado aberto de baixa pressão, a leste das Pequenas Antilhas. O cavado continuou ativo enquanto seguia para noroeste e perdeu totalmente a sua atividade a leste das Bahamas em 14 de setembro.

## Preparativos e impactos
O total de precipitação acumulada provocada pela Josephine poderá variar entre os 50 e 70mm nas Ilhas do sul do arquipélago de Cabo Verde. A umidade remanescente causou chuvas fortes em St. Croix, Ilhas Virgens Americanas, levando à ocorrência de enchentes localizadas.